# Brian Gallagher
Brian Gallagher (Oldham, 22 luglio 1938 – Los Angeles, 7 febbraio 2011) è stato un calciatore inglese, di ruolo difensore.

## Carriera
Formatosi nell'Ashton Utd, Gallagher passa nel 1957 al Bury, con cui vince la Third Division 1960-1961, ottenendo la promozione nella cadetteria inglese.
Dopo aver giocato quattro stagioni nella Second Division in forza al Bury, nel 1965 passa al Carlisle Utd, sempre militante nella cadetteria. Con il club della Cumbria sfiorò la promozione nella massima serie grazie al terzo posto ottenuto nella Second Division 1966-1967.
Nella stagione 1967-1968 passa al Stockport County, club di terza serie, con cui ottiene il tredicesimo posto in campionato.
Nel 1968 si trasferisce negli Stati Uniti d'America per giocare nel Los Angeles Wolves, società militante nella neonata NASL. Con i Wolves ottenne il terzo posto della Pacific Division, piazzamento insufficiente per ottenere l'accesso alla fase finale della North American Soccer League 1968.

## Palmarès

### Competizioni nazionali
- Third Division: 1

Bury: 1960-1961